# Серадзский, Влодзимеж
Влодзимеж Ян Серадзский (1870-1941) — польский врач, специалист в области судебной медицины. Профессор Университета Яна Казимира и ректор этого университета в 1924—1925 годах.

## Биография
Влодзимеж Ян Серадзский родился 22 октября 1870 года в польском городе Величка. Учился в гимназии святой Анны в Кракове. Медицинскую деятельность начал в 1888 году. Учился на медицинском факультете Ягеллонского университета, получал стипендии имени императора Франца Иосифа и императрицы Елизаветы. 11 июля 1894 года получил степень доктора всех медицинских наук. С 10 ноября 1895 года до 10 июля 1896 года проходил дополнительное обучение в области медицины и судебной токсикологии в Париже, благодаря полученной стипендии на основании Постановления Сената, Академического Университета и Ягеллонского университета.
С 15 июля 1896 года работал судебным экспертом участка Национального Суда в Кракове. 1 октября 1898 года ему было поручено организовать кафедру судебной медицины при Львовском университете и возглавить её. Заведовал кафедрой вплоть до момента своей гибели в 1941 году. В 1899 году Серадзский получил звание адъюнкта-профессора судебной медицины.
Серадзский опубликовал большое количество научных работ в области судебной медицины. Исследовал влияние окиси углерода на отдельные составляющие человеческой крови. Совместно с другим известным польским учёным Леоном Ваххольцем разработал новый метод определения гемоглобина, получивший название «Проба Ваххольца-Серадзского», нашедший применение в судебной медицине во многих странах мира. В 1927 году по инициативе Серадзского была создана лаборатория для проведения химико-токсикологической экспертизы при кафедре судебной медицины Львовского университета.
С 1899 года Серадзский был профессором судебной медицины на юридическом факультете Университета Яна Казимира, преподавал на медицинском факультете этого университета, несколько раз избирался деканом медицинского факультета, а в 1924—1925 годах был ректором университета. Избирался почетным членом Обществ врачей в Вильнюсе и Львове.
Начало Великой Отечественной войны встретил во Львове. В ночь с 3 на 4 июля 1941 года был расстрелян в составе группы представителей львовской интеллигенции польского происхождения.
Был награждён польским Крестом Командора ордена Возрождения Польши и французским орденом Почётного легиона.